# Marko Marin
Marko Marin (Gradiška, Jugoszlávia, 1989. március 13. –) német labdarúgó, középpályás. 2021–22-ben a Ferencváros csapatában játszott.

## Pályafutása

### Klubcsapatokban
Marin karrierjét az SG 01 Hoechst csapatában kezdte, majd az Eintracht Frankfurthoz került. 2006-ban 3 éves szerződést írt alá a Borussia Mönchengladbach csapatánál. Eleinte az amatőr csapatban játszott, majd profi szerződést kapott. 2008. augusztus 9-én a Mönchengladbach 8-1-es győzelmet aratott a heted osztályú VfB Fichte Bielefeld csapata ellen a német kupában, ahol Marin mesterhármast ért el.
2009. június 24-én 8.500.000 €-ért a Werder Bremen csapatába igazolt.
2012. április 28-án a Chelsea hivatalos honlapján jelentette be, hogy egyezségre jutott a Werder Bremennel Marin átigazolását illetően. A német játékos 8 millió fontért váltott klubot, és ötéves szerződést kötött új csapatával.

### A válogatottban
2007-ben bekerült a német U-21-es, majd 2008. május 16-án a felnőtt válogatottba. Nagy meglepetésre Joachim Löw nem válogatta be a 2008-as labdarúgó-Európa-bajnokságra. 2008. május 27-én mutatkozott be a felnőtt csapatban, a Fehérorosz labdarúgó-válogatott ellen 2-2-re végződő barátságos mérkőzésen. Ugyanebben az évben augusztus 20-án második válogatott mérkőzésén a Belga labdarúgó-válogatott ellen, meglőtte első válogatottbeli gólját. Részt vett a 2010-es labdarúgó-világbajnokságon.

## Sikerei, díjai

### Klubcsapatokban
Mönchengladbach
- Bundesliga 2 (1): 2007–08

 Chelsea
- Európa-liga győztes (1): 2012–13

 Sevilla
- Európa-liga győztes (1): 2013–14

 Ferencváros
- Magyar bajnok (1): 2021–22[2]
- Magyar kupagyőztes (1): 2022[3]

### A válogatottban
- U21-es labdarúgó-Európa-bajnokság (1): 2009
- Labdarúgó-világbajnokság bronzérmes (1): 2010

## Statisztika

### Klubcsapatokban
2011. április 30. szerint.
| Klub                   | Szezon           | Bajnokság | Bajnokság | Bajnokság  | Kupa     | Kupa  | Kupa       | Nemzetközi | Nemzetközi | Nemzetközi | Összes   | Összes | Összes     |
| Klub                   | Szezon           | Mérkőzés  | Gólok     | Gólpasszok | Mérkőzés | Gólok | Gólpasszok | Mérkőzés   | Gólok      | Gólpasszok | Mérkőzés | Gólok  | Gólpasszok |
| ---------------------- | ---------------- | --------- | --------- | ---------- | -------- | ----- | ---------- | ---------- | ---------- | ---------- | -------- | ------ | ---------- |
| Borussia M'gladbach II | 2006–07          | 16        | 3         | -          | 0        | 0     | 0          | -          | -          | -          | 16       | 3      | -          |
| Borussia M'gladbach    | 2006–07          | 4         | 0         | 1          | 0        | 0     | 0          | -          | -          | -          | 4        | 0      | 1          |
| Borussia M'gladbach    | 2007–08          | 31        | 4         | 13         | 2        | 1     | 0          | -          | -          | -          | 33       | 5      | 13         |
| Borussia M'gladbach    | 2008–09          | 33        | 4         | 10         | 2        | 3     | 0          | -          | -          | -          | 35       | 7      | 10         |
| Werder Bremen          | 2009–10          | 32        | 4         | 11         | 5        | 1     | 2          | 12         | 2          | 1          | 49       | 7      | 14         |
| Werder Bremen          | 2010–11          | 32        | 3         | 9          | 2        | 1     | 0          | 6          | 1          | 1          | 40       | 5      | 10         |
| Karrier összesen       | Karrier összesen | 148       | 18        | 44         | 11       | 6     | 2          | 18         | 3          | 2          | 177      | 27     | 48         |

### A válogatottban lőtt góljai
| # | Dátum               | Helyszín                              | Ellenfél | Gól | Ellenfél | Kiírás              |
| - | ------------------- | ------------------------------------- | -------- | --- | -------- | ------------------- |
| 1 | 2008. augusztus 20. | Frankenstadion, Nürnberg, Németország | Belgium  | 2–0 | 2–0      | Barátságos mérkőzés |

## Magánélete
Boszniai szerb szülők gyermeke.